# Rehab Doll/Dry As a Bone
Rehab Doll/Dry As a Bone je kompilační album americké grungeové kapely Green River. Album bylo vydáno pod vydavatelstvím Sub Pop v září 1990. Obsahuje písně z alb Dry As a Bone a Rehab Doll a další bonusové skladby.

## Seznam skladeb
1. "This Town" – 3:23
2. "P.C.C." – 3:44
3. "Ozzie" – 3:11
4. "Unwind" – 4:42
5. "Baby Takes" – 4:24
6. "Searchin'" – 3:48
7. "Ain't Nothing To Do" (Stiv Bators, Cheetah Chrome) – 2:38
8. "Queen Bitch" (David Bowie) – 2:58
9. "Forever Means" – 4:20
10. "Rehab Doll" (Mark Arm, Paul Solger) – 3:23
11. "Swallow My Pride" (Arm, Steve Turner) – 2:59
12. "Together We'll Never" – 4:01
13. "Smilin' And Dyin'" – 3:23
14. "Porkfist" – 3:13
15. "Take A Dive" – 3:28
16. "One More Stitch" – 3:53

- Skladby 1-5 jsou z alba Dry As a Bone
- Skladby 6-8 jsou bonusové
- Skladby 9-16 jsou z alba Rehab Doll